# 3029 Sanders
3029 Sanders este un asteroid din centura principală, descoperit pe 1 martie 1981 de Schelte Bus.